# Мотт, Лукреция
Лукреция Мотт (англ. Lucretia Mott, урождённая Коффин, Lucretia Coffin, 3 января 1793,
Нантакет, Массачусетс — 11 ноября 1880, Филадельфия, Пенсильвания) — американская активистка движения за права женщин, участница движения квакеров, аболиционистка.

## Биография
Родилась в Нантакете, штат Массачусетс, США.
В возрасте 13 лет её отправили учиться в квакерскую школу-пансион Nine Partners, штат Нью-Йорк. По окончании она осталась там работать учительницей.
Её интерес к правам женщин возник, когда она узнала, что учителя-мужчины в её школе имеют зарплату в три раза выше, чем учителя-женщины.
По переезде с семьей в Филадельфию Лукреция выходит замуж за Джеймса Мотта, который работал учителем в той же школе. Свадьба состоялась 10 апреля 1811 года. В браке у них родилось 6 детей. Второй ребёнок умер в возрасте двух лет.
Как и многие квакеры, Мотт выступала против рабства. Вдохновлённая в том числе служителем Элиасом Хиксом, она, как и другие квакеры, отказалась от использования продуктов, производимых рабами: тростникового сахара, одежды из хлопка и так далее. В 1821 Мотт стала квакерским служителем. При поддержке мужа она много ездила по стране, и её проповеди разжигали Внутренний Свет и присутствие божественного начала внутри каждого, кто её слушал. Кроме того, она говорила о проблеме рабства. В 1833 супруг помогает ей основать Американское общество противников рабства. К тому моменту уже опытный служитель и активный борец с рабством, Лукреция Мотт была единственной женщиной, выступавшей на организационном собрании в Филадельфии. Она одобряла текст конституции Общества и всегда оказывала поддержку, когда на других нельзя было положиться. Всего через несколько дней после филадельфийского собрания, по настоятельным просьбам делегатов, Мотт и другие белые и чернокожие женщины основали Филадельфийское женское общество противников рабства, выступавшее как против рабства, так и против расизма.
Мотт посетила все три национальные конференции американских женщин по борьбе с рабством. Во время филадельфийской конференции 1838 года толпа реакционеров разрушила Пенсильвания-Холл — недавно открытое аболиционистами здание для больших собраний. Белые и чернокожие женщины-делегаты, в числе которых была и Мотт, взявшись за руки, невредимыми вышли из разрушенного здания сквозь толпу людей. После этого мишенью толпы радикальных противников аболиционистского движения должен был стать дом Мотт, а также «чёрные» кварталы и учреждения Филадельфии. Один из друзей Мотт сумел отвлечь толпу от её дома. В это время она находилась в гостиной, готовая лицом к лицу встретить своих недоброжелателей.
В июне 1840 года Мотт посетила Всемирную конференцию противников рабства, проходившую в Лондоне. Несмотря на то, что Мотт была одной из шести женщин-делегатов, мужчины проголосовали против участия женщин ещё до начала Конференции. Было постановлено, что женщинам надлежало просидеть всю встречу отдельно от мужчин. Лидеры аболиционистского движения не хотели, чтобы вопрос о правах женщин поднимался в связи с упразднением рабства по всему миру и отвлекал внимание от главной задачи. Кроме того, общественные порядки того времени, как правило, не позволяли женщинам участвовать в общественно-политической жизни. Однако не все мужчины поддержали исключение женщин из членов Конференции.
Общественная активистка Элизабет Кейди Стэнтон посетила Конференцию во время своего медового месяца. Она восхищалась деятельностью Мотт, и вскоре женщины стали подругами и союзниками.
Вдохновлённая активными дебатами в Англии и Шотландии, Мотт вернулась в Соединённые Штаты, где с ещё большим рвением продолжила аболиционистскую деятельность. Она ездила с лекциями по всей стране, включая главные города Севера — Нью-Йорк и Бостон. Несколько недель поездок по рабовладельческим штатам увенчались выступлениями в Балтиморе. Она встречалась с рабовладельцами для обсуждения моральной стороны вопроса. В округе Колумбия Мотт приурочила свои выступления к возвращению Конгресса к работе после рождественских каникул. На её лекциях побывали более 40 конгрессменов. Президент Джон Тайлер, с которым Мотт беседовала лично, был весьма впечатлён её речью и сказал: «Я бы хотел, чтобы вы побеседовали с мистером Калхоуном», имея в виду сенатора, поддерживавшего рабство.
В 1848 Мотт и Стэнтон организовали конференцию в Сенека-Фолсе, Нью-Йорк. Стэнтон отметила, что это была первая открытая конференция по правам женщин в Соединённых Штатах. Выдвинутая Стэнтон идея о том, что «долгом каждой женщины этой страны является завоевать себе избирательное право» была принята, несмотря на протесты Мотт. Она считала, что политика извращёна рабством и моральными компромиссами, но позже признала, что право на участие в выборах также должно быть у женщины, независимо от того, будет она его использовать или нет. В Сенека-Фолсе Мотт подписала так называемую «Декларацию чувств». Женское избирательное право стало главным вопросом движения за права женщин на следующие несколько десятилетий. И хотя Стэнтон считается лидером этого движения, действовала она под руководством Мотт. Движущей силой была их совместная работа.
Духовная система Мотт была сформирована в том числе под влиянием унитариев, таких как Теодор Паркер и Уильям Эллери Чаннинг, а также ранних квакеров, в частности Уильяма Пенна. Она полагала, что «царство Божие находится внутри человека» и стала членом группы религиозных либералов, сформировавших в 1867 году Свободную религиозную ассоциацию. Теологические воззрения Мотт оказали большое влияние и на квакеров, многие из которых позже стали разделять её взгляды, порой даже не подозревая об этом.
После Гражданской войны Лукреция Мотт была избрана первым президентом Американской ассоциации по равноправию, ратовавшей за общее избирательное право.
В 1849 году была опубликована «Проповедь студентам медицинских учебных заведений» Мотт. Годом позднее в свет выходят её «Рассуждения о женщинах» — памфлет о запретах и ограничениях, налагавшихся на женщин в Соединённых Штатах. Будучи квакерским проповедником, Мотт, как правило, говорила, «ведомая Внутренним Светом», то есть никогда не готовила свои речи или проповеди заранее. Также она крайне редко публиковалась. Однако её красноречие сделало её одной из выдающихся аболиционисток, феминисток и реформаторов. После отмены рабства в 1865 году Мотт ратовала за избирательное право для чернокожего населения Америки. До последних дней она оставалась важной фигурой движения за равноправие и, в частности, за всеобщее избирательное право.
В 1864 году Мотт вместе с несколькими хикситскими квакерами учредила Свортморский колледж, расположенный под Филадельфией, который по сей день остаётся одним из лучших гуманитарных колледжей Соединённых Штатов.
В 1866 году Мотт, Стэнтон, Сьюзен Энтони и Люси Стоун основали Американскую ассоциацию за равноправие.
Лукреция Мотт была пацифисткой. В 1830-е она посещала встречи Общества непротивления Новой Англии. Была противницей войны с Мексикой. После Гражданской войны Мотт активно боролась за прекращение агрессии и насилия, стала лидером Союза за всеобщий мир.
Кроме того, Мотт была основателем и президентом Северной ассоциации за права и трудоустройство бедных женщин Филадельфии.
Лукреция Мотт умерла от пневмонии у себя дома. Похоронена на квакерском кладбище Файрхилл в северной Филадельфии.